# Gröfaz
Gröfaz (akronim z niem. Größter Feldherr aller Zeiten; największy dowódca wszech czasów) – określenie Adolfa Hitlera w kręgach armii niemieckiej, szeroko rozpowszechniane jako prześmiewcze po 1943, kiedy to III Rzesza straciła inicjatywę strategiczną. Określenie to pierwszy raz użył Wilhelm Keitel, będąc pod wrażeniem sukcesów kampanii francuskiej.

Mein Führer, Sie sind der größte Feldherr aller Zeiten 
(Mój Wodzu, jest pan największym dowódcą wszech czasów)